# ジム・ホルト
ジム・ホルト（Jim Holt）はアメリカ合衆国の哲学者、著述家。 The New York Times, The New York Times Magazine, The New York Review of Books, The New Yorker, The New York Review of Books, The American Scholar, Slateなどの雑誌に記事を寄稿している。
2012年に出版した書籍『なぜ世界は存在するのか？』（Why Does the World Exist）は、2013年のNYTimesのベストセラーにランクインした。

## 著作
- 2008年 Stop Me If You've Heard This: A History and Philosophy of Jokes ISBN 978-0393343991
- 2012年 Why Does the World Exist?: An Existential Detective Story ISBN 978-0871403599

## 受賞など
- 2012年の全米批評家協会賞ノンフィクション部門の最終選考に「なぜ世界は存在するのか」（Why Does the World Exist?）がノミネートされた[2]
- 2012年 哲学雑誌 The Philosophers Magazine（英語版） はベスト・ブック・オブ・2012の一冊として、「なぜ世界は存在するのか」（Why Does the World Exist?）を選出した[3]。